# Vombatus ursinus
Vombatus ursinus é uma espécie de marsupial da família Vombatidae. Endêmica da Austrália.